# Madrepora
Madrepora is een geslacht van koralen uit de familie Oculinidae. Madrepora heeft vijftien bekende soorten en twee daarvan (M. oculata en M. carolina), komen vaak voor in diepwaterkoraalriffen. De vertakte kolonies van Madrepora zijn over het algemeen veel kwetsbaarder dan van Lophelia pertusa en hebben de neiging om gemakkelijk af te breken, waardoor de bijdrage aan de opbouw van het rif beperkt is. Madrepora komt vaak voor met koralen die veel beter in staat zijn tot rifvorming zoals L. pertusa en Goniocorella dumosa.

## Verspreiding
Madrepora is een kosmopolitisch geslacht dat voorkomt in koud, niet ondiep, voedselrijk, stromend zeewater op plaatsen met weinig sedimentatie.

## Soorten
- Madrepora arbuscula (Moseley, 1881)
- Madrepora carolina (Pourtalès, 1871)
- Madrepora dichotoma Rehberg, 1891
- Madrepora favus Forskål, 1775
- Madrepora mexicana Rehberg, 1891
- Madrepora minutiseptum Cairns & Zibrowius, 1997
- Madrepora oculata Linnaeus, 1758
- Madrepora papillosa Rehberg, 1891
- Madrepora pelewensis Rehberg, 1891
- Madrepora philippinensis Rehberg, 1891
- Madrepora porcellana (Moseley, 1881)
- Madrepora repens Rehberg, 1891
- Madrepora rudis Rehberg, 1891
- Madrepora securis Dana, 1846
- Madrepora subtilis Klunzinger, 1879